# 南希·威爾森 (搖滾音樂家)
南希·拉莫莉歐·威爾森（英語：Nancy Lamoureaux Wilson，1954年3月16日—）是美國女音樂家、歌手、詞曲作家、製作人和作曲家。在1974年以吉他手/背景和聲歌手身分加入搖滾樂團紅心樂團的南希與身為主唱的姐姐安·威爾森一起成名。
生長在華盛頓州西雅圖郊區的柏衛，威爾森在少年時期便開始玩音樂。在大學期間，她加入了姐姐安擔任主唱的紅心樂團。作為第一個由女性領導的硬式搖滾樂團，紅心樂團在1970年代末和1980年代發行了許多專輯，從《Dreamboat Annie》（1975年）和《Little Queen》（1977年）開始，產生了許多諸如〈Magic Man〉、〈Crazy on You〉、〈Barracuda〉等知名歌曲。樂團後期的商業成功當屬他們的第八和第九張錄音室專輯：《Heart》（1985年）和《Bad Animals》（1987年）。在他們的職業生涯中，樂團已售出超過3500萬張唱片。
威爾森因其吉他演奏技巧與融合了佛朗明哥和古典吉他元素的硬式搖滾風格而備受讚譽。2013年，威爾森以紅心樂團成員身分入選搖滾名人堂。2016年，《吉普森雜誌》將威爾森列為有史以來第八大女吉他手。

## 外部連結
- 紅心樂團的官方網站（页面存档备份，存于）
- 南希·威爾森在互联网电影资料库（IMDb）上的資料（英文）